# 할미섬
할미섬은 경기도 안산시 대부동에 있는 섬이다. 한때 염전으로 대부도와 연결되었으나, 염전이 철거되며 다시 섬이 되었다. 인근에 조선시대부터 말을 조련했던 '말부흥' 지역에 자리잡은 승마장이 관광지로 인기가 있다.

## 위치
단원구 대부남동 산389외 3필지

## 면적
10,465m2(국유지 4,118m2 / 사유지 6,347m2)

## 특징
지형과 지질의 특성은 구성암질은 흑운모편마암 · 엠피볼라이트 · 석회규산염암으로 남고북저의 형태(고도 약 25m). 동서해안에 해빈이 있고, 남쪽해안에 대규모 해식애 형성되어있다. 습곡구조가 발달하고 간조시 도보로 접근 가능하다.
주요 해양동물로 관찰된 해안무척추동물은 댕가리 · 총알고둥 · 애기두드럭배말 등 9종이 있다. 주요 식생은 소나무군락과 소나무 · 곰솔 · 갈참나무 등의 혼효림으로 구분된다. 해안주변에 나문재 · 갯잔디 등 해안식물과 포도밭주변의 쑥 · 돌피 등 잡초성 초본류 출현했다.